# Aerovías Ecuatorianas C. A. (AREA)
Aerovías Ecuatorianas C. A. fue una aerolínea ecuatoriana que operó rutas nacionales e internacionales en Ecuador entre 1951 y 1969.

## Historia
En 1947 entró en el escenario aeronáutico ecuatoriano la empresa Aerotransporte Ecuatoriano C.A. (ATECA), con sede en Guayaquil. Este grupo de siete socios, ciudadanos ecuatorianos llegaron a operar una importante flota de dos aviones DC-3, ocho aviones canadienses Stinson 108 y dos pequeñas aeronaves Piper Cub. Al mismo tiempo se creaba la Transandina Ecuatoriana con un DC-3 y un Curtiss C-46 duplicando los servicios de ATECA.  En 1949 se pusieron de acuerdo los accionistas de las dos compañías para fusionarse y crear Aerovías Ecuatorianas C.A. AREA y buscar nuevos horizontes; la compañía quedaba  al mando del Capitán Luis Arias y empezaba la consolidación como la más importante empresa en el mercado ecuatoriano.
A mediados de 1951, inició operaciones internacionales Aerovías Ecuatorianas C.A. (AREA) con un servicio semanal internacional a la ciudad de Miami con escala en Panamá, utilizando un avión Boeing 307 Stratoliner, el HC-SJC. Posteriormente el gobierno ecuatoriano le adjudicó la explotación de las rutas domésticas y los permisos de cabotaje de Avianca fueron transferidos a AREA. El gobierno ecuatoriano otorgó a la empresa un préstamo a corto plazo de un millón de dólares para establecer servicios nacionales y con aviones Douglas DC-3, se iniciaron vuelos a Quito, Guayaquil, Cuenca, Manta, Loja y Esmeraldas.
AREA adquirió posteriormente un avión turbohélice Fairchild F-27, nuevo de fábrica de última tecnología y que se adaptaba bastante a las necesidades de entonces. Desafortunadamente, ocurrió otro desastroso accidente cuando la aeronave colisionó  contra el cerro Atacaso, cuando cumplía un vuelo de itinerario entre Guayaquil y Quito en 1960, pereciendo todos los ocupantes. Este grave accidente conmocionó a la opinión pública y al Gobierno de entonces, y se optó por suspender el permiso de operación a la compañía.
AREA adquirió un Douglas DC-4 de Northwest Airlines en 1961 para asumir nuevamente los vuelos internacionales y consiguió la autorización del gobierno para reiniciar operaciones. Más tarde, AREA adquirió en junio de 1964 tres aviones Douglas DC-7B de Continental Airlines para ponerle la competencia a Ecuatoriana de Aviación y retomó el servicio a Miami vía Bogotá y Panamá, además de anunciar un plan de expansión a nivel internacional y Europa con la adquisición de equipos jet.
En 1966 AREA adquiere el primer avión “a propulsión a chorro” en el Ecuador, el De Havilland Comet IV de fabricación británica, para reemplazar los equipos de pistón Douglas DC-4 y DC-7B. La idea original era la de adquirir dos unidades de la aerolínea británica BOAC. El nuevo avión entra a operar en su ruta Guayaquil-Quito-Bogotá-Miami.
En octubre de 1967 se anunció la autorización para AREA operar una ruta a Madrid y se barajaron varias opciones para el trayecto incluyendo las ciudades de Belém, Dakar y Casablanca como posibles escalas técnicas en esta ruta. Sin embargo, la ruta nunca llegó a operarse.
Cuando las exploraciones petroleras en el Ecuador empezaron a dar resultados en el oriente del país, los ejecutivos de la Texaco y la Mobil Oil se pusieron en contacto con el gerente general de Alaska Airlines, Charlie Willis, para solicitarle la utilización de los aviones Lockheed L-100 (versión civil del C-130 Hércules) para que les prestara apoyo en las instalaciones de los campos  petroleros. Estos aviones habían sido de gran utilidad en las petroleras en Alaska y pensaron que podrían ser de gran utilidad también en el Ecuador. Como Alaska Airlines no tenía permiso de operación en el país, se llegó a un acuerdo con AREA para que bajo su certificado operacional se ofreciera el servicio a las petroleras con los aviones de Alaska Airlines. Dos Lockheed L-100 eventualmente llegaron al país. Uno de ellos tuvo un incidente mayor cuando el 16 de mayo de 1968 efectuó un aterrizaje en una pista improvisada en Macuma y se hundió en el barro. Se colocaron troncos de madera debajo del tren de aterrizaje para sacar el avión. En el intento, y con los motores a toda marcha, el motor 1 rozó la tierra y se destruyó; la hélice se desprendió y vino a romper el motor 2. Esto resultó en un gran incendio que terminó por consumir todo el avión.
Como prestación a AREA por la utilización de su certificado para operar los L-100, el gerente general de Alaska Airlines entregó a la compañía un avión Convair 990A, el cual vino a reemplazar el Comet IV. Con este moderno tetramotor se extendieron las rutas de la compañía hacia el sur del continente hasta La Paz, Asunción y Montevideo y al norte hacia Bogotá y Miami. 
Desafortunadamente, las finanzas de la empresa estaban muy por debajo de un nivel sostenible y a pesar de muchos esfuerzos, se decidió terminar con todas las operaciones a comienzos de 1969.

## Antigua flota
| Aeronaves             | Total | Introducido | Retirado | Matrículas                      |
| --------------------- | ----- | ----------- | -------- | ------------------------------- |
| Boeing 307            | 2     | 1951        | 1955     | HC-SJD y HC-SJC                 |
| Convair 990           | 1     | 1968        | 1969     | N987AS                          |
| Curtiss C-46 Commando | 1     | 1947        | 1966     | HC-SJA                          |
| De Havilland Comet    | 1     | 1966        | 1968     | HC-ALT                          |
| Douglas DC-3/C-47     | 4     | 1947        | 1969     | HC-SJI, HC-SJE, HC-SJB y HC-ACL |
| Douglas DC-4/C-54     | 2     | 1961        | 1966     | HC-AHJ y HC-AGB                 |
| Douglas DC-7          | 4     | 1964        | 1969     | HC-AIR, HC-AIQ, HC-AOR y HC-AIP |
| Fairchild F-27        | 1     | 1959        | 1960     | HC-ADV                          |
| Lockheed L-100        | 2     | 1968        | 1969     | N9262R y N9248R                 |
| Piper Cub             | 2     | 1947        | 1951     |                                 |
| Stinson 108           | 8     | 1947        | 1951     |                                 |

## Antiguos destinos
| Países         | Destinos         | Aeropuertos                                           |
| -------------- | ---------------- | ----------------------------------------------------- |
| Bolivia        | La Paz           | Aeropuerto Internacional El Alto                      |
| Colombia       | Bogotá           | Aeropuerto Internacional El Dorado                    |
| Ecuador        | Cuenca           | Aeropuerto Mariscal Lamar                             |
| Ecuador        | Esmeraldas       | Aeropuerto Internacional Coronel Carlos Concha Torres |
| Ecuador        | Guayaquil        | Aeropuerto Internacional José Joaquín de Olmedo       |
| Ecuador        | Loja             | Aeropuerto Ciudad de Catamayo                         |
| Ecuador        | Manta            | Aeropuerto Internacional Eloy Alfaro                  |
| Ecuador        | Portoviejo       | Aeropuerto Reales Tamarindos                          |
| Ecuador        | Quito            | Aeropuerto Internacional Mariscal Sucre               |
| Estados Unidos | Miami            | Aeropuerto Internacional de Miami                     |
| Panamá         | Ciudad de Panamá | Aeropuerto Internacional de Tocumen                   |
| Paraguay       | Asunción         | Aeropuerto Internacional Silvio Pettirossi            |
| Uruguay        | Montevideo       | Aeropuerto Internacional de Carrasco                  |

## Accidentes[2]
- El 27 de marzo de 1953 un Curtiss C-46 (HC-SJA) que aterrizaba en el Aeropuerto Internacional de Tocumen, proveniente de Miami, tuvo un colapso del tren de aterrizaje, lo que provocó que el Curtiss se saliera de la pista hacia un barranco. El avión fue destruido por el fuego, pero no hubo víctimas.
- El 7 de abril de 1958 un avión DC-3 (HC-ACL) salió de Guayaquil a las 8:00 a. m., cuando sobrevolaba Quevedo y se disponía a cruzar la cordillera Occidental, se estrelló en las estribaciones de La Chala, cordillera de Chugchillan, a más de 2000 metros de altura, cerca de la población de Sigchos, con la pérdida de la totalidad de sus ocupantes (29 pasajeros y 3 tripulantes).
- El 7 de noviembre de 1960 un Fairchild F-27 (HC-ADV) que cubría la ruta Guayaquil-Quito se estrelló contra una montaña en la aproximación al Aeropuerto Mariscal Sucre. Murieron 34 pasajeros y tres tripulantes.
- El 1 de marzo de 1966 un DC-7 (HC-AIP) llamado "Guayas", rodó hacia una zanja en el Aeropuerto Internacional de Miami y se consideró dañado sin posibilidad de reparación. No hubo víctimas.
- El 16 de mayo de 1968 un Lockheed L-100 Hércules (N9267R) aterrizó en el aeródromo de Macuma (Morona Santiago) pero las ruedas se hundieron casi 50 cm en el suelo blando. Luego se colocó madera debajo de las ruedas a modo de rampa. Se usó la potencia del motor para mover el avión, pero una hélice del motor 1 golpeó el suelo y se desintegró con el impacto. Los escombros golpearon el motor 2 y estalló un incendio. El avión fue destruido por el fuego, pero no hubo víctimas mortales.